# Submerged - Allarme negli abissi
Submerged - Allarme negli abissi (Submerged) è un
film direct-to-video del 2005 diretto da Anthony Hickox.
Film d'azione che ha come interpreti principali Steven Seagal, William Hope, Christine Adams e Alison King.

## Trama
Chris Cody è un veterano pluridecorato che aveva preso parte a un'operazione sotto copertura. L'obiettivo era sventare un colpo di Stato che l'ONU rifiutava di credere possibile. Cody fu costretto a infrangere un gran numero di leggi per portare a termine la missione e, infatti, l'inizio della storia ha luogo in una prigione militare.
All'ambasciata americana presso Montevideo (Uruguay), ad alcuni agenti del servizio segreto vengono date informazioni riguardo a una base terroristica dall'ambasciatrice. All'improvviso sembrano perdere il senno e la uccidono per poi togliersi la vita a vicenda. 
Più tardi a Washington un'analista dell'Intelligence, la dottoressa Chappell, giunge alla conclusione che ciò è accaduto a causa di un qualche tipo di dispositivo per il controllo della mente. Un "Delta Force Commando" viene mandato in Uruguay per investigare al riguardo, ma cade rapidamente in un'imboscata e i componenti della squadra vengono catturati. Una volta portati alla base terroristica il dottor Adrian Lehder li sottopone a una sorta di lavaggio del cervello. Adrian Lehder è uno scienziato che aveva guidato un esperimento segreto della CIA sul controllo della mente con lo scopo di programmare i soldati al fine di farli divenire delle implacabili macchine da guerra, una volta pronunziata la parola d'ordine.
Quando viene impartito l'ordine necessario ad attivare il controllo del cervello, sono presenti delle immagini computerizzate che rappresentano un paesaggio vulcanico costellato di giganteschi mulini a vento. Protagonisti di queste visioni sono i familiari della persona controllata. Il comportamento dei "controllati" è paragonabile a quello di zombie.
Cody viene investito del compito di guidare una squadra di recupero formata da membri specialisti in diversi settori (quali, per esempio, l'informatica, gli esplosivi, le armi di precisione). Il loro obiettivo è quello di distruggere l'organizzazione, bloccare gli esperimenti del dottor Ledher e salvare la squadra prigioniera. Al team si aggiungono la dottoressa Chappell e l'agente speciale Fletcher. Per svolgere questo arduo compito, a Cody sono offerti 100000 $ per ogni componente del gruppo e l'amnistia totale (poiché si tratta di galeotti). Cody, grazie al suo intuito, si rende conto che l'agente Fletcher non è altro che un doppiogiochista in combutta con Ledher e lo abbandona all'inizio dell'operazione. Fletcher informa Ledher dell'accaduto e il professore riesce a fuggire prima dell'arrivo di Cody e i suoi. Il professore decide di lasciare vivi alcuni soldati ai quali ha già praticato il suo "trattamento", in modo che sabotino il piano di Cody. Quest'ultimo fa saltare la base, libera i soldati e fugge a bordo di un sottomarino abilmente pilotato dalla sua équipe. I soldati, però, riescono a liberarsi e, nell'accesa lotta, gran parte della squadra perde la vita. La marina, che aveva affidato questo delicatissimo incarico a Cody, decide di sbarazzarsi di lui e spara un missile da una nave contro il sottomarino, affondandolo, ma il protagonista riesce a fuggire a bordo di un gommone insieme ai membri sopravvissuti della sua squadra.
Nel frattempo, Ledher e Fletcher si riorganizzano entrando a far parte di un'altra società interessata agli esperimenti del dottore e intenzionata a eliminare il presidente dell'Uruguay, contrario ai loro metodi. Essi decidono di sottoporre al "trattamento" la moglie del capo dello Stato, affinché essa lo uccida durante la rappresentazione della Tosca. Cody, però, decide che non possono farla franca e assieme ai pochi amici rimasti riesce a sventare l'assassinio. Cody decide di affrontare i due terroristi di persona e li uccide.